# Alphacedratvirus
Alphacedratvirus (ursprünglich vorgeschlagen als  Cedratvirus) ist die Bezeichnung einer am 30. April 2024 vom International Committee on Taxonomy of Viruses (ICTV) offiziell bestätigten Gattung innerhalb der gleichzeitig neu eingerichteten  Familie Cedratviridae (Ordnung Pimascovirales) innerhalb des Riesenviren-Phylums Negarnaviricota. Die Mitglieder der Gattung Alphacedratvirus haben eiförmige Viruspartikeln (Virionen) und unterscheidet sich von den Mitgliedern der Schwesterfamilie Pithoviridae durch ihre zweilagige Hüllmembran.
Der erste bekannte Vertreter aus dieser Gattung, Cedratvirus A11 (Spezies Alphacedratvirus aljazairense), wurde 2016 von Julien Andrean et al. bei der gemeinsamen Kultivierung von Amöben der Spezies Acanthamoeba castellanii mit verschiedenen Umweltproben aus Algerien beschrieben.
Der offizielle Bestätigung einer Familie Cedratviridae bestätigt damit die Identifizierung einer Klade  (Verwandtschaftsgruppe) „Cedratvirus lineage“ durch Claire Bertelli et al. 2017.

## Beschreibung

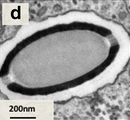
TEM-Aufnahme von einem Virion eines Vertreters der Gattung Cedratvirus, isoliert aus der Kläranlage von Minas Gerais, Brasilien. An beiden Enden ist jeweils deutlich eine Pore (Ostiole) erkennbar.

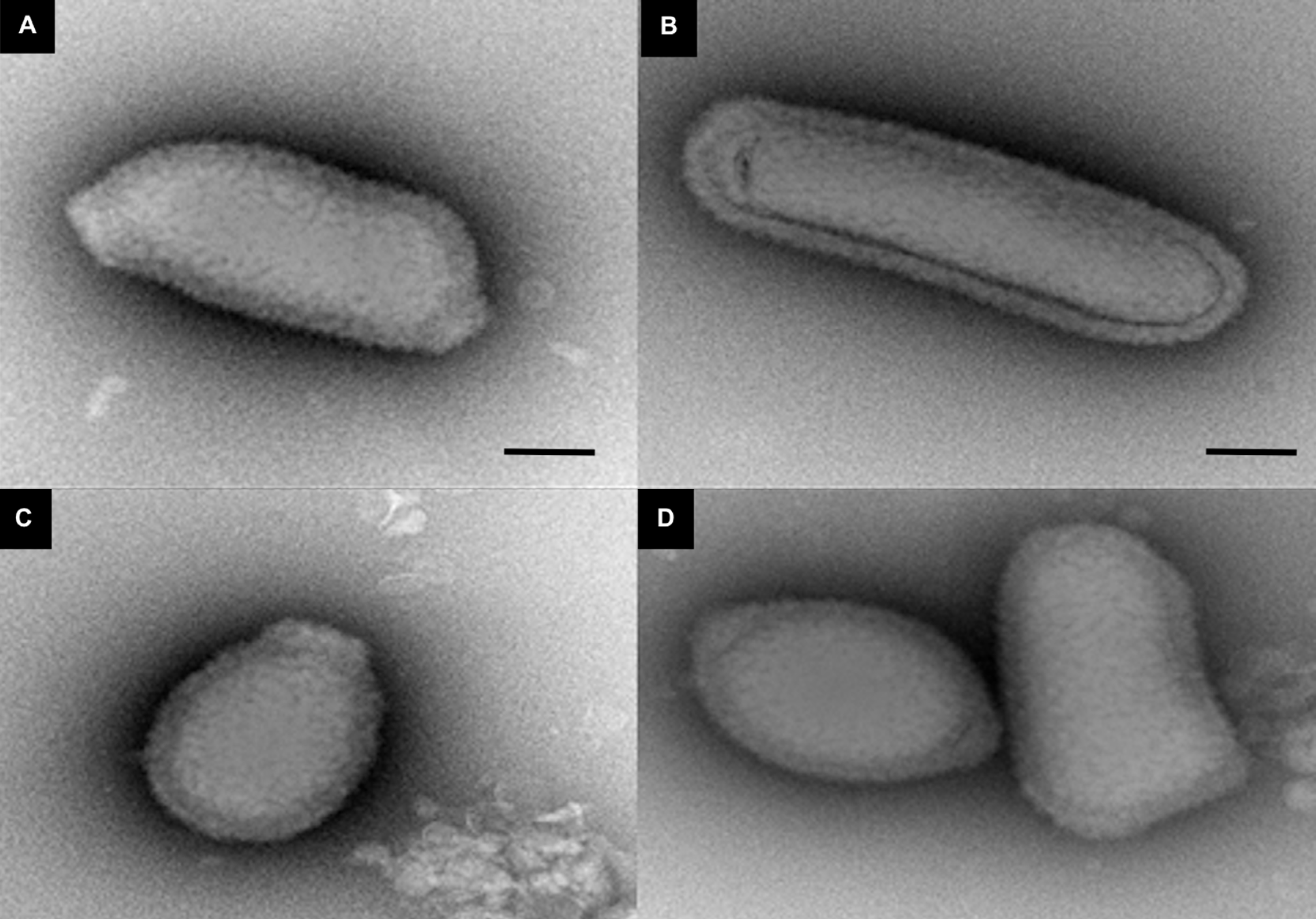
Virionen von Cedratvirus N38 im Negativ. Balkenlänge in (a) und (B) jeweils 200 nm.

Die Virionen (Viruspartikel) der Gattung Alphacedratvirus erreichen eine Länge von 1 bis 1,2 µm und einen Durchmesser von bis zu 0,5 µm. Die Form der Virionen ist eiförmig und den Virionen von den Alphapithovirus sibericum ähnlich, außerdem haben sie eine zweilagige Hülle. Die Dicke der Virionhüllen ist in verschiedenen Stadien des Infektionszyklus unterschiedlich: In den frühen Stadien der Infektion hat die äußere Schicht eine Dicke von 40±5 nm und wächst später bis auf 55±5 nm. Solche Veränderungen können durch die Einlagerung von Viruspartikeln in Phagosomen und Vakuolen der Amöbe sowie durch die allmähliche Zerstörung von Virionen nach der Freisetzung von Virus-DNA in das Zytoplasma der Zelle verursacht werden. Wie bei Alphapithovirus sibericum gelangt die DNA durch eine spezielle Öffnung (Ostiole) im Kapsid der Virionen in das Zytoplasma.
Das Genom ist bei der Gattung Alphacedratvirus ein doppelsträngiges zirkuläres DNA-Molekül (dsDNA) mit einer Länge von 589.068 bp. Der GC-Anteil am Genoms beträgt 42,6 %.
Trotz der morphologischen Ähnlichkeit der Virionen mit denen der Gattung Alphapithovirus ist das Genom von Cedratvirus A11 um 20.965 bp bzw. ca. 97.000 bp kürzer als das von Alphapithovirus sibericum respektive Alphapithovirus massiliense. Es wurden keine palindromischen Sequenzen im Genom von Mitgliedern der Gattung Alphacedratvirus gefunden, aber 27 mögliche Wiederholungsregionen. Im Genom von Cedratvirus A11 sind vermutlich 574 Proteine kodiert, mehr als das bei der Gattung Alphapithovirus (425 bei Alphapithovirus sibericum).
Im Genom wurden keine tRNA-Gene gefunden. Für 177 der Proteine von Cedratvirus A11 konnten in den Datenbanken keine Homologe gefunden werden; 258 der Proteine sind homolog zu Proteinen anderer Viren, 108 zu Proteinen von Eukaryoten und nur 31 zu Proteinen von Prokaryoten. Von den viralen Proteinen besteht bei 84,1 % Homologie zum Pithovirus.
Proteinhomologe eukaryotischen Ursprungs besteht zum Amöbenwirt A. castellanii, sowie zur Grünalge Micromonas pusilla und der Braunalge Ectocarpus siliculosus.
Viele der kodierenden Gene der Gattung Alphacedratvirus sind an Prozessen beteiligt, die spezifisch für Riesenviren sind:
So wurden beispielsweise die Gene für die Synthese aromatischer Aminosäuren und das Gen für die D-3-Phosphoglycerat-Dehydrogenase gefunden.
Zwei Kopien des Ribonuklease-III-Gens und ein entferntes Homolog des Ribonuklease-H-Gens wurden ebenfalls nachgewiesen.

## Vermehrungszyklus
Der Infektionszyklus bei Vertretern der Gattung Alphacedratvirus beginnt wie üblich für Riesenviren: Virionen werden von Amöben aufgenommen (phagozytiert) und dringen in die Phagosomen und Vakuolen ein.
Nachdem die interne Virusmembran und die Vakuolenmembran zusammengewachsen sind, gelangt virale DNA in das Zytoplasma. Anscheinend ist nur eine Schicht des zweischichtigen Kapsids an der Ausgabe der DNA beteiligt. Im Zytoplasma sind eine Anzahl leerer Viruspartikel nachweisbar, die keine DNA enthalten. Vier Stunden nach der Infektion erscheint eine Virusfabrik (englisch virus factory) im Zytoplasma der Zelle. Nach zwei bis vier Stunden sind dort reife Virionen nachweisbar, wobei die Bildung neuer Partikel weiter anhält. Zehn Stunden nach der Infektion der Kultur zersetzen sich einige Zellen und setzen Viruspartikel frei, und 24 Stunden nach der Infektion findet eine vollständige Lyse der Kultur statt.

## Systematik
Es wurde zunächst angenommen, dass die engsten bis dato bekannten Verwandten von Cedratvirus A11 die Alphapithovirus-Vertreter Alphapitovirus sibericum und Alphapithovirus massiliense sind, weshalb beide Gattungen zunächst vorschlagsgemäß derselben Familie der Pithoviridae zugeordnet wurden.
Das ICTV hatte dann aber die Grenzen für die Familienzugehörigkeit dieser Viren enger gefasst und daher 2024 eine eigene neue Familie Cedratviridae geschaffen; genauso wie auch für die neue Gattung Alphaorpheovirus eine eigene Familie Orpheoviridae errichtet wurde.
2017 wurde die Entdeckung einer weiteren Spezies der Gattung bekannt gegeben – Alphacedratvirus franciense’  (mit Cedratvirus lausannensis und dem später entdeckten Cedratvirus zaza), die ebenfalls verwandtschaftliche Näher zur Gattung Alphapithovirus zeigt. Cedratvirus lausannensis wurde in einer Wasserprobe zur Bewässerung von Pflanzen in Frankreich gefunden.
2018 wurde ein dritter Vertreter der Gattung beschrieben, der in Brasilien entdeckt wurde – Cedratvirus getuliensis alias Brazilian cedratvirus (Spezies Alphacedratvirus brasiliense).
Die phylogenetische Analyse von 2018 ergab, dass das brasilianische Virus einen eigenen Evolutionszweig in der Gattung Cedratvirus bildet.
Um weitere zwischenzeitliche Vorschläge (unten in Anführungszeichen)  ergänzt ergibt sich die folgende vermutete Systematik der so erweiterten Familie Pithoviridae (Stand 22. März 2025):
Ordnung Pimascovirales
- Unterordnung Ocovirineae
  - Familie Pithoviridae (Pithoviren, englisch Pithoviruses)
    - Unterfamilie Orthocedratvirinae (früher Familie Cedratviridae)
      - Gattung Alphacedratvirus (ursprünglich vorgeschlagen als Cedratvirus[16])
        - Spezies Alphacedratvirus aljazairmassiliense (früher Alphacedratvirus aljazairense)
          - Cedratvirus A11 (CDVA) – Referenz,[4][7] Genomlänge 589.068 bp[1]

        - Spezies Alphacedratvirus brasiliense
          - Brazilian cedratvirus IHUMI (CDVB) alias Cedratvirus getuliensis – Genomlänge 460.038 bp[1]

        - Spezies Alphacedratvirus francolausannense (früher Alphacedratvirus franciense)
          - Cedratvirus lausannensis (CDVL)
            - Cedratvirus lausannensis CRIB-75[7]

          - Cedratvirus Zaza IHUMI (IHUMI-S29)
            - Cedratvirus Zaza IHUMI-S29[7]

        - Spezies Alphacedratvirus rossiense
          - Cedratvirus kamchatka (CDVK)[7][17]
            - Cedratvirus kamchatka P4

        - Spezies „Cedratvirus borely“
          - Cedratvirus borely AA

        - Spezies „Cedratvirus Ce2-1“
        - Spezies „Cedratvirus Ce7-1“
        - Spezies „Cedratvirus duvanny“[17]
          - Cedratvirus duvanny strain DY1

        - Spezies „Cedratvirus lena“[17]
          - Cedratvirus lena DY0

        - Spezies „Cedratvirus N38“[18][7]

      - Spezies „Cedratvirus pambiensis“
        - Cedratvirus pambiensis Cdv 85.6

      - Spezies „Cedratvirus plubellavi“
        - Cedratvirus plubellavi AB

    - Unterfamilie Orthopithovirinae
      - Gattung Alphapithovirus (ursprünglich Pithovirus)

Anmerkung:
Vorschläge sind noch mit dem provisorischen Gattungsnamen Cedradvirus angegeben.

## Etymologie
- Das Art-Epitheton von Alphacedratvirus aljazairense ist die latinisierte Form von arabisch الجزائر al-Dschazā’ir, DMG al-Ǧazāʾir ‚die Inseln‘ (Plural von al-Dschasira), dem arabischen Namen von Algerien, Fundort des Referenzstamms (ICTV: „Exemplars“) Cedratvirus A11.
- Das Art-Epitheton von Alphacedratvirus brasiliense verweist auf den Fundort des Referenstamms in Brasilien.
- Das Art-Epitheton von Alphacedratvirus franciense verweist auf den Probe-Entnahmeort für den Referenzstamm Cedratvirus lausannensis in Frankreich, auch wenn dieser Stamm in Lausanne (Schweiz) identifiziert wurde.
- Das Art-Epitheton von  Alphacedratvirus rossiense verweist auf Russland, da der Referenzstamm Cedratvirus kamchatka auf der Halbinsel Kamtschatka gefunden wurde.